# Ezra Glantz
Ezra Glantz, ameriški rokometaš, * 28. januar 1945, Los Angeles.
Leta 1976 je na poletnih olimpijskih igrah v Montrealu v sestavi ameriške rokometne reprezentance osvojil 10. mesto.
Pozneje je nastopal za izraelsko reprezentanco.